# Stay the Night
Stay the Night (englisch für „Übernachten“) ist ein Lied des deutsch-russischen EDM-Musikers Zedd, in Kooperation mit der US-amerikanischen Sängerin und Paramore-Frontfrau Hayley Williams. Das Stück ist die fünfte Singleauskopplung aus seinem Debütalbum Clarity.

## Entstehung und Artwork
Geschrieben wurde das Lied von Benjamin Eli Hanna, Carah Faye, Hayley Williams und Anton Zaslavski (Zedd), letzterer produzierte die Single auch. Das Lied wurde unter dem Musiklabel Interscope Records veröffentlicht. Auf dem Cover der Maxi-Single ist – neben Künstlernamen und Liedtitel – ein visuell bearbeitetes Bild des Oberkörpers von Hayley Williams zu sehen.

## Veröffentlichung und Promotion
Bereits eine Woche vor der Veröffentlichung von Stay the Night veröffentlichte Zedd am 4. September 2013 einen Teaser des Stückes auf seinem Vevo-Channel. Die Erstveröffentlichung der Single folgte am 10. September 2013 als Download in den Vereinigten Staaten statt. In Deutschland, Österreich und der Schweiz folgte die Veröffentlichungen einen Monat später am 14. Oktober 2013. Stay the Night ist als einzelner Track, Maxi-Single und als EP erhältlich. Neben Stay the Night enthalten die verschiedenen Maxi-Singles und EPs noch weitere Remixversionen, die sich durch die Anzahl und Auswahl der B-Seiten unterscheiden.
Ende Januar 2014 wurde bekannt, dass Zedd der MTV „Push-Act“ des Monats Februar ist. Dies bedeutete, dass er für den gesamten Monat in sämtlichen Werbepausen von MTV präsentiert wurde, dass galt weltweit für alle MTV-Stationen. Während der Präsentation waren Teile des Musikvideos zu Stay the Night zu sehen. Speziell in Deutschland, Österreich und der Schweiz erlangte das Lied durch die Verwendung in einem Clipfish-Werbespot Anfang des Jahres 2014 Aufmerksamkeit.
Remixversionen
- 2013: Stay the Night (Henry Fong Remix)
- 2013: Stay the Night (Nicky Romero Remix)
- 2013: Stay the Night (Schoolboy Remix)
- 2013: Stay the Night (DJ Snake Remix)
- 2013: Stay the Night (Tiësto’s Club Life Remix)
- 2014: Stay the Night (Zedd & Kevin Drew Extended Remix)
- 2014: Stay the Night (Zedd & Kevin Drew Remix)

## Inhalt
Der Liedtext zu Stay the Night ist komplett in englischer Sprache verfasst. Die Musik und der Text wurden gemeinsam von Benjamin Eli Hanna, Carah Faye, Hayley Williams und Zedd verfasst. Musikalisch bewegt sich das Lied im Bereich der elektronischen Tanzmusik. Das gesamte Stück wird nur von Williams gesungen, Zedd ist lediglich am Ende des Liedes kurz zu hören.
| „Are you gonna stay the night? Doesn’t mean we’re bound for life, so oh oh oh, are you gonna stay the Night?“ – Refrain, Originalauszug | „Willst du über Nacht bleiben? Bedeutet nicht, dass wir lebenslang gebunden sind, also oh oh oh, willst du über Nacht bleiben?“ – Refrain, Übersetzung |

## Musikvideo
Das Musikvideo zu Stay the Night feierte am 23. September 2013, auf Zedds YouTube-Account, seine Premiere. Das Musikvideo lässt sich in folgende drei Handlungsstränge unterteilen: Zum einen sind Szenen zu sehen, in denen Zedd auf einem Klavier spielt. Weiter sind Szenen von Williams zu sehen, die sie das Lied singt und teilweise auch dazu tanzt. In der dritten Szene ist ein tanzendes Pärchen zu sehen. Die Gesamtlänge des Videos beträgt 3:39 Minuten. Regie führte Daniel Cloud Campos. Bis heute zählt das Musikvideo über 152 Millionen Klicks bei YouTube (Stand: März 2016).

## Mitwirkende
Liedproduktion
- Benjamin Eli Hanna: Komponist, Liedtexter
- Carah Faye: Komponist, Liedtexter
- Ryan Shanahan Additional Engineering[7]
- Jesse Taub: Additional Engineering[7]
- Hayley Williams: Gesang, Komponist, Liedtexter
- Zedd: Gesang, Komponist, Liedtexter, Musikproduzent

Artwork
- Daniel Cloud Campos: Regisseur

## Rezeption

### Rezensionen
Mike Wass von der Webpräsenz Idolator nannte das Lied „eine weiter steigende House-Hymne mit massiven Crossover-Potential“ und lobte die „geniale“ Auswahl der Sängerin: „Hayley Williams legt ihre Rockneigungen zur Seite … und sie verleiht dem Lied eine gewisse Glaubwürdigkeit außerhalb des ständig wachsenden EDM-Marktes.“
James Shotwell von dem Entertainment-News-Blog Under the Gun Review vergab eine gemischte Kritik an Stay the Night. Er lobte, dass das Stück „für eine Tanzclub-Herrlichkeit bestimmt sei“ und dass es „passend sei“ für Contemporary Hit Radio. Andererseits kritisiert Shotwell den „Mangel an Eindeutigkeit“.
Der Musikblog Critic of Music vergab die Note A-. Sie sind der Meinung, das Stück leide unter dem Vergleich zur vorangegangenen Single Clarity, vor allem in der Schwäche der Strophen. Als Highlights heben sie die „Stimmvielseitigkeit“ von Williams und die „exzellente“ radiofreundlichen Dance-Beats hervor.

### Auszeichnungen
Stay the Night wurde am 24. August 2014 mit einem MTV Video Music Award in der Kategorie „MTV Clubland Award“ ausgezeichnet.

## Kommerzieller Erfolg

### Chartplatzierungen
Stay the Night erreichte in Deutschland Position 15 der Singlecharts und konnte sich insgesamt 19 Wochen in den Charts halten. In Österreich erreichte die Single in 17 Chartwochen Position zwölf. In der Schweiz erreichte die Single in fünf Chartwochen Position 56. Im Vereinigten Königreich erreichte die Single Position zwei und konnte sich drei Wochen in den Top-10 und zwölf Wochen in den Charts halten. In den Vereinigten Staaten erreichte die Single Position 18 und konnte sich 22 Wochen in den Charts halten. Des Weiteren erreichte Stay the Night nach Spectrum und Clarity als dritte Single Platz eins der US-amerikanischen Dance-Club-Charts. Die Single platzierte sich in den Jahressinglecharts von 2014 auf Position 99 in Deutschland und in den Vereinigten Staaten auf Position 94.
Für Zedd als Interpret ist dies bereits der dritte Charterfolg in Deutschland, sowie der zweite in Österreich, dem Vereinigten Königreich und den Vereinigten Staaten und der erste Charterfolg in der Schweiz. In Großbritannien ist es sein erster Top-10-Erfolg. Für Zedd als Autor und Produzent ist dies der vierte Charterfolg in Deutschland, sowie der dritte in Österreich, dem Vereinigten Königreich und den Vereinigten Staaten und der zweite Charterfolg in der Schweiz. In Großbritannien ist es sein erster Top-10-Erfolg. In Deutschland, Österreich und dem Vereinigten Königreich konnte sich bis heute keine Single Zedds höher und länger in den Charts platzieren. In den Vereinigten Staaten konnte sich bis heute keine Single von Zedd länger in den Charts platzieren. Für Williams als Interpretin ist es der zweite Charterfolg in Deutschland, Österreich, der Schweiz, dem Vereinigten Königreich und den Vereinigten Staaten. In Großbritannien ist es nach Airplanes ihr zweiter Top-10-Erfolg.
| ChartsChartplatzierungen       | Höchstplatzierung | Wochen |
| ------------------------------ | ----------------- | ------ |
| Deutschland (GfK)              | 15 (19 Wo.)       | 19     |
| Österreich (Ö3)                | 12 (17 Wo.)       | 17     |
| Schweiz (IFPI)                 | 56 (5 Wo.)        | 5      |
| Vereinigte Staaten (Billboard) | 18 (22 Wo.)       | 22     |
| Vereinigtes Königreich (OCC)   | 2 (12 Wo.)        | 12     |

| ChartsJahrescharts (2014)      | Platzierung |
| ------------------------------ | ----------- |
| Deutschland (GfK)              | 99          |
| Vereinigte Staaten (Billboard) | 94          |

### Auszeichnungen für Musikverkäufe
Stay the Night wurde weltweit insgesamt vier Mal mit Gold sowie acht Mal mit Platin ausgezeichnet. Den Quellen und Schallplattenauszeichnungen zufolge verkaufte sich die Single mindestens drei Millionen Mal.

| Land/Region                  | Auszeichnungen für Musikverkäufe (Land/Region, Auszeichnung, Verkäufe) | Verkäufe  |
| ---------------------------- | ---------------------------------------------------------------------- | --------- |
| Australien (ARIA)            | 3× Platin                                                              | 210.000   |
| Brasilien (PMB)              | Platin                                                                 | 60.000    |
| Deutschland (BVMI)           | Gold                                                                   | 150.000   |
| Italien (FIMI)               | Gold                                                                   | 15.000    |
| Neuseeland (RMNZ)            | Platin                                                                 | 30.000    |
| Österreich (IFPI)            | Gold                                                                   | 15.000    |
| Schweden (IFPI)              | Platin                                                                 | 40.000    |
| Vereinigte Staaten (RIAA)    | 2× Platin                                                              | 2.000.000 |
| Vereinigtes Königreich (BPI) | Gold                                                                   | 504.000   |
| Insgesamt                    | 4× Gold · 8× Platin ·                                                  | 3.024.000 |

Hauptartikel: Zedd/Auszeichnungen für Musikverkäufe

## Coverversionen
- 2013 – DJ Stay the Night: Am 12. Oktober 2013 veröffentlichte DJ Stay the Night eine Coverversion namens Stay the Night (Zed & Hayley Williams Tribute). Die Single konnte sich 2014 in den britischen Singlecharts platzieren.[30]